# Carlo Simionato

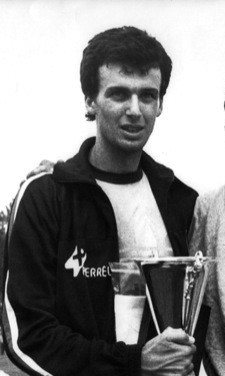
Carlo Simionato (1980)

Carlo Simionato (* 1. Juli 1961 in Ravenna) ist ein ehemaliger italienischer Sprinter.
Seinen größten Erfolg feierte er mit dem Gewinn der Silbermedaille in der 4-mal-100-Meter-Staffel bei den Leichtathletik-Weltmeisterschaften 1983 in Helsinki. Die italienische Stafette in der Aufstellung Stefano Tilli, Carlo Simionato, Pierfrancesco Pavoni und Pietro Mennea erzielte mit einer Zeit von 38,37 s einen Landesrekord. Nur die US-amerikanische Staffel war in diesem Rennen schneller und stellte mit 37,86 s einen Weltrekord auf.
Außerdem belegte Simionato mit Staffel bei den Leichtathletik-Europameisterschaften 1982 in Athen den vierten Platz und bei den Leichtathletik-Europameisterschaften 1986 in Stuttgart den fünften Platz. Er startete bei den Olympischen Spielen 1984 in Los Angeles im 200-Meter-Lauf und erreichte die Halbfinalrunde.
Carlo Simionato ist 1,78 m groß und hatte ein Wettkampfgewicht von 66 kg.

## Bestleistungen
- 100 m: 10,34 s, 3. Juli 1985, Ravenna
- 200 m: 20,53 s, 27. August 1983, Riccione